# Strange Days
Strange Days és una pel·lícula de thriller ciberpunk estatunidenc de 1995 dirigida per Kathryn Bigelow, escrita per James Cameron i Jay Cocks, i produïda per Cameron i Steven-Charles Jaffe. És protagonitzada per Ralph Fiennes, Angela Bassett, Juliette Lewis i Tom Sizemore. Ambientada els dos darrers dies de l'any 1999, la pel·lícula segueix la història d'un traficant darrere d'uns d'enregistraments que permeten a l'usuari experimentar els records i les sensacions físiques d'altri mentre intenta descobrir la veritat darrere de l'assassinat d'una treballadora sexual.
Combinant la ciència-ficció amb les convencions del cinema negre, Strange Days explora temes com el racisme, l'abús de poder, la violació i el voyeurisme. Tot i que la història va ser concebuda per Cameron pels volts de 1986, Bigelow va inspirar-s'hi després del judici de Lorena Bobbitt i els disturbis de Los Angeles de 1992 que van seguir el veredicte sobre l'assassinat de Rodney King. La pel·lícula es va rodar íntegrament a l'àrea metropolitana de Los Angeles durant un període de 77 nits. Algunes escenes de la pel·lícula, que ofereixen un pla subjectiu, van requerir càmeres polièdriques i una preparació tècnica considerable.
Strange Days va representar un desastre a taquilla i gairebé va fer descarrilar la carrera de Bigelow, guanyant poc més d'una sisena part del seu pressupost de producció de 42 milions de dòlars. En estrenar-se, la pel·lícula va polaritzar els crítics de cinema: alguns crítics van elogiar la seva atmosfera bruta i les actuacions de Fiennes i Bassett, mentre que altres van criticar-la per la seva violència. Això no obstant, la valoració crítica de la pel·lícula ha millorat amb el pas dels anys. A la 22a edició dels Premis Saturn, Bassett va guanyar el premi a la millor actriu i Bigelow es va convertir en la primera dona a guanyar el premi a la millor direcció.

## Argument
En els dos últims dies de 1999, Los Angeles s'ha convertit en una zona de guerra perillosa. Quan un grup de delinqüents atraca un restaurant xinès, l'esdeveniment és gravat per un lladre que porta un SQUID, un dispositiu electrònic il·legal que registra records i sensacions físiques directament des de l'escorça cerebral de l'usuari en un dispositiu semblant a un Minidisc. Lenny Nero, un antic policia convertit en traficant d'enregistraments de SQUID, compra el clip del robatori al seu principal proveïdor, Tick. En un altre lloc, una prostituta anomenada Iris, Faith Justin, que és una exparella de Lenny, està essent perseguida pels agents de policia Burton Steckler i Dwayne Engelman. L'Iris s'escapa en un vagó de metro però l'Engleman li treu la perruca i descobreix un auricular de gravadora SQUID.

## Producció
La pel·lícula va rebre el nom de la cançó homònima de 1967 de The Doors. Tant Strange Days com la pel·lícula d'acció de 1994 True Lies de Cameron formaven part d'un acord de producció multimilionari entre Lightstorm Entertainment i 20th Century Studios. Tanmateix, el finançament es va dividir de manera desigual entre les dues pel·lícules, amb un pressupost inicial per a Strange Days de 30 milions de dòlars i per a True Lies de 70 milions de dòlars.
El paper de Fiennes a La llista de Schindler, pel qual va ser nominat a l'Oscar pocs dies després, va impressionar prou Bigelow com per a proposar-li el personatge de Lenny. El maig de 1994, la també nominada a l'Oscar, Juliette Lewis va ser seleccionada al costat de Fiennes i Bassett. El fet que Lewis pogués cantar era important perquè els productors volien evitar el playback.
El rodatge de Strange Days va començar el 6 de juny de 1994 quan es va finalitzar el repartiment. Per a l'escena del metro es va disposar de quatre hores a la nit per a filmar-la. L'equip de producció també va rebre el permís de la comissió de cinema de West Hollywood per a filmar a Sunset Boulevard durant un període de dos dies, fet que va requerir el tancament al trànsit de diversos carrers.
L'escena on la multitud celebra el canvi de nou mil·lenni al final de la pel·lícula es va rodar a la cantonada dels carrers 5th i Flower, entre l'hotel Westin Bonaventure i la biblioteca pública de Los Angeles. Es van contractar més de 50 policies fora de servei per a controlar una multitud reunida de 10.000 persones, que van haver de pagar 10 dòlars per avançat per assistir a l'esdeveniment. Els cineastes també van contractar els promotors de raves Moss Jacobs i Philip Blaine per a les actuacions d'Aphex Twin, Deee-Lite i «totes les bandes de cybertechno que poguessin reunir». Es van gastar un total de 750.000 dòlars en l'esdeveniment, que incloïa el lloguer de la meitat de les 1.300 habitacions de l'hotel Westin Bonaventure per a l'equip de producció. L'espectacle va començar a les 9 de la nit d'un dissabte i va acabar poc abans de les 4 de la matinada ja que cinc persones van ser hospitalitzades per sobredosis d'èxtasi.
Bigelow era fan del la cantant PJ Harvey i va triar dues de les seves cançons, «Rid of me» i «Hardly wait», per a ser interpretades a la pantalla gran per Lewis. La banda de rock alternatiu Skunk Anansie va aparèixer a la pel·lícula actuant a la festa de cap d'any i se'ls va animar a tocar entre les preses perquè Bigelow pogués gravar-les en directe i donar-li més autenticitat a la rave. Altres músics que apareixien a la banda sonora són l'artista anglès de trip hop Tricky, el grup electrònic belga Lords of Acid i la banda de heavy metal Prong.

## Temàtica
Encara que Strange Days es classifica generalment com un thriller de ciència-ficció, la pel·lícula utilitza múltiples elements dramàtics i narratius del cinema negre com l'arquetip de la femme fatale (Faith Justin). També s'han utilitzat els termes «tecno-thriller», «tech-noir» i «thriller eròtic futurista». El 2001, el crític cultural Steven Shaviro va comparar Strange Days amb les pel·lícules anteriors de Cameron, afirmant que la pel·lícula «té personatges amb els quals se suposa que l'espectador s'identifica, i una trama plena d'emocions, seqüències d'acció i girs inesperats. Però, al mateix temps, Strange Days és una pel·lícula força experimental, una pel·lícula que qüestiona i inverteix les estructures d'identificació i implicació tradicionals de Hollywood en consonància amb les idees que ha avançat la crítica cinematogràfica feminista durant els últims trenta anys». La societat distòpica de la pel·lícula i l'ús de la tecnologia SQUID, que s'ha comparat amb la tecnologia «simstim» de la novel·la Neuromàntic (1984) de William Gibson, també es van considerar conceptes ciberpunk.
El 2015 l'editor de The Washington Post, Sonny Bunch, va considerar que Strange Days encara era rellevant, comparant les imatges captades per les unitats SQUID amb els videojocs d'acció en primera persona o els vídeos amb mòbil de YouTube. Va afegir que esdeveniments com l'assassinat de Jeriko One i el posterior encobriment del crim anticipen moviments com Black Lives Matter, i que la seva documentació mediàtica amplifica la seva recepció i conseqüències.
Mace és vista com un personatge femení fort, ja que sovint rescata Lenny de situacions greus i mostra un interès protector per ell. Ambdós personatges representen un contrast significatiu: Mace és l'heroïna i el centre moral de la pel·lícula, mentre que Lenny és l'antiheroi, Mace és negra i Lenny és blanc i, finalment, Mace representa el component «arrelat, basat en la realitat», mentre que Lenny està dominat per les fantasies. Això és especialment notable quan Mace li crida: «Aquesta és la teva vida! Aquí mateix! Ara mateix! És el moment real, m'escoltes? Temps real, temps per ser real, no cap reproducció!».